# Philip Dam
Philip Rasch Dam (4. april 1823 i Aakirkeby – 5. februar 1900 sammesteds) var en dansk officer og politiker, far til Axel Dam.

## Ungdom og uddannelse
Han var søn af artillerikaptajn og avlsbruger Markus Ludvig Dam (1791-1851) og Mette Margrethe f. Koefoed (1794-1873). Moderen var søster til major og politiker Hans Madsen Koefoed. Faderen kunne se, at sønnen havde gode evner, så Philip Dam blev i 1835 sendt til ekstraundervisning i en skole i Nexø. Han lærte at spille på fløjte og blev særligt optaget af tegning. Han ville gerne dyrke sine kunstneriske anlæg og søge ind på Kunstakademiet, men ikke overraskende var det ikke en levevej, som faderen fandt hensigtsmæssig. Da faderen efterhånden fandt skolen for dyr, blev sønnen efter et halvt år blev taget ud af skolen og sendt i den lokale kommuneskole. Her var han dog så meget dygtigere end sine jævnaldrende, at han blev udskrevet af skolen igen. Mere skolegang fik han ikke, men han fortsatte sine selvstændige studier. I 1837 blev han konfirmeret. De følgende tre år hjalp han faderen med landbrug og kontorarbejde.
I maj 1840 blev byfoged Arboe i Nexø forflyttet til Hillerød, og Philip Dam skulle følge med. Han arbejdede hårdt fra 7 morgen til 8 aften som kontorist, og samtidig studerede han til almindelig forberedelseseksamen, som han bestod 1842. Dernæst vendte han hjem til Bornholm og blev byskriver i Nexø. Men kontorlivet tiltalte ikke Dam, og i 1843 søgte han ind på Artilleriskolen for at blive officer. Det blev tre hårde år, der lønnede sig. Dam blev nr. 1 på sit hold og i 1845 kunne han få afgangsbevis og udnævnelse til sekondløjtnant ved Bornholms Milits.
Året efter blev han ansat som fuldmægtig på byfogedkontoret i Svaneke og kort efter blev han alvorligt syg. Han overvandt dog sygdommen og meldte sig i januar 1849 som frivillig i Treårskrigen. Først i 1850 blev han dog indkaldt. Krigens begivenheder nærede hans ønske om måske i fremtiden at blive politiker. 
1851 døde Philip Dams fader og han måtte overtage landbruget. Samtidig var han 1853-56 timelærer ved borgerskolen i Rønne. Han blev kendt i offentligheden, da han på skrift forsvarede Bornholms Milits over for en kritik, der var blevet fremsat af en kaptajn Lønborg. Forsvarsskriftet skaffede Dam en reprimande på halsen, men gjorde ham også samtidig meget populær i offentligheden. Det gav ham samtidig sæde i en kommission ang. Bornholms militær, hvor bl.a. også Dams morbroder, major H.M. Koefoed og løjtnant Lucianus Kofod havde sæde. Dam blev gode venner med Kofod, som han havde anbefalet til optagelse i Militsen, og sammen oprettede de en folkehøjskole i Aakirkeby, hvor de delte undervisningen mellem sig. Skoleinitiativet blev en succes, men mødte dog kritik fra sognepræsten og landstingsmanden Christian Frederik Mossin. En anden præst blev til gengæld en af Dams venner, nemlig P.C. Trandberg.
Dam deltog også sammen med andre bornholmske officerer i den 2. slesvigske krig 1864, hvor han fik kommando over Surløkkeskansen ved Alssund. Han slap levende fra krigen og blev bagefter fortkommandant på Lynetten i København. 1857 var han blevet premierløjtnant og blev 1868 kaptajn og kompagnichef ved Bornholms Væbning. 1878 tog han afsked fra Hæren på grund af alder.

## 35 år på tinge
I november 1857 stillede Dam for første gang op til Folketinget og blev valgt. Det blev begyndelsen på en karriere i politik, der varede indtil 1892. I disse år var han i alt på valg 19 gange, hvoraf de 11 gange var uden modkandidat. Seks gange blev der anvendt skriftlig afstemning. Dam sejrede hver gang. Philip Dam blev også valgt til Rigsrådets Folketing. Dam tilhørte "de uafhængige" inden for Venstre, der havde Sofus Høgsbro som frontfigur. De Nationalliberale søgte at lokke Dam over på deres parti, men uden held. Dam følte sig mest knyttet til Bondevennerne. Da Det forenede Venstre blev dannet 1872, blev han en del af det, og han blev i årene, der fulgte, en skarp modstander af Estrup-regeringen. De politiske linjer blev nu trukket skarpere op. Dams ungdomsven Ole Edvard Sonne, der var gift med hans kusine, var gledet mod højre og stillede i 1881 op mod Dam, men uden held. Aakirkebykredsen var en sikker Venstre-kreds, mens det forholdt sig anderledes i Rønnekredsen, hvor Venstre gerne ville vippe Lucianus Kofod af pinden, idet Kofod var blevet Højremand. Til det formål kom en af Venstres lederskikkelser, Frede Bojsen i sommeren 1872 til valgmøde på Bornholm og boede hos Philip Dam.
Dam var særligt i 1870'erne meget aktiv og stablede flere valgmøder på benene, også uden for fødeøen. I 1877 optrådte han med stor succes i Vemmelev sammen med folketingsmændene J.H.G. Tauber, Kristian Højmark og Kristjan Rasmussen Stenbæk.
På Rigsdagen stod der stor respekt om Dam. 1869 blev han medlem af Folketingets Finansudvalg, hvor han fra 1882 til 1892 var sekretær. Efter at Det forenede Venstre var splittet hørte Philip Dam til de moderate kræfter, der samledes under Frede Bojsens førerskab. Han var også venskabeligt knyttet til Ludvig Holstein-Ledreborg, som i 1880 inviterede Dam som taler ved et valgmøde på sig gods. Dam fulgte i 1890 med Bojsen over i Det Forhandlende Venstre, men det blev også enden på Dams politiske karriere. Christen Berg-tilhængeren M.M. Smidt, der var redaktør på Bornholms Tidende, opstillede i 1892 læreren Niels Ingvard Jensen mod Dam, og Dam måtte se sig slået med 459 mod Jensens 625.

## Borgmesterpost og andre hverv
Juleaften 1863 blev han forlovet med Charlotte Louise Johanne Jørgensen (2. juli 1836 – 6. april 1905), datter af provst og landstingsmand Otto Jørgensen (1809-1858) og Charlotte Christine Emilie f. Tøxen, og efter krigen kunne de holde bryllup i Aakirkeby 30. september 1864.
I 1866 søgte og fik Dam stillingen som postekspeditør i Aakirkeby. Med 80 Rdl. om året var det ikke nogen velbetalt stilling, men lønnen blev gradvist forhøjet. Snart efter blev Dam også telegrafbestyrer. I 1861 havde han fået sæde i den lokale borgerrepræsentation og blev samme år formand. Det var dog ikke foreneligt med hans arbejde i Rigsdagen, og han trak sig snart tilbage fra formandsposten. Men i 1869 blev han udnævnt til kgl. borgmester i Aakirkeby og fik dermed en tryg og vellønnet stilling. Ofte måtte hans hustru dog klare forretningerne, mens Dam var i hovedstaden.
Philip Dam var også fra begyndelsen i 1866 og indtil 1881 redaktør for Bornholms Tidende. I sin redaktørtid syslede han også med litteratur og udgav flere historiske romaner. Han stiftede i 1863 en lokal skytteforening og var meget engageret i skyttesagen. I 1868 var han medinitiativtager til en skytteforening i amtet, som han 1881-91 var formand for.
Efter 1892 deltog han ikke i det politiske liv, men fortsatte sin borgmestergerning indtil sin død i 1900. Han var Ridder af Dannebrog. Han havde en datter og en søn. Sønnen, Axel Dam, blev også politiker.